# متلازمة هارد كاسل
متلازمة هارد كاسل (بالإنجليزية: Hardcastle syndrome)‏ هي اضطراب جيني نادر يحدث في الكروموسوم 9 في 9p22-p21. يؤثر على العظام الطويلة. ويعتبر مؤشرًا عالي الخطورة للإصابة بورم كثرة المنسجات.